# Альба-де-Єльтес
Альба-де-Єльтес (ісп. Alba de Yeltes) — муніципалітет в Іспанії, у складі автономної спільноти Кастилія-і-Леон, у провінції Саламанка. Населення — 237 осіб (2010).
Муніципалітет розташований на відстані близько 220 км на захід від Мадрида, 65 км на південний захід від Саламанки.
На території муніципалітету розташовані такі населені пункти: (дані про населення за 2010 рік)
- Альба-де-Єльтес: 229 осіб
- Ель-Мехоріто: 8 осіб

## Демографія
Динаміка населення (INE ):

## Зовнішні посилання
- Провінційна рада Саламанки: індекс муніципалітетів [Архівовано 23 квітня 2009 у Wayback Machine.]
- Неофіційна вебсторінка муніципалітету Альба-де-Єльтес
- Посилання на Google Maps